# Кушнір Ігор Миколайович (будівельник)
Кушнір Ігор Миколайович (нар. 14 червня 1971, Чернівці) — доктор юридичних наук, ексзаступник Міністра оборони України, альпініст, експрезидент компанії «Київміськбуд», віцепрезидент Конфедерації будівельників України, віцепрезидент Будівельної палати України. З 1989 року здійснив низку сходжень, зокрема на Еверест, Ельбрус, Аконкагуа, Кіліманджаро, Лхоцзе, Манаслу та інші.

## Освіта
1990 року закінчив Крюківський машинобудівний технікум.
Після строкової військової служби, вступив до Кременчуцького політехнічного університету (інженер-механік), 2004 року там же закінчив факультет післядипломної освіти (економіст підприємств).
2013 року отримав ступінь кандидата юридичних наук. 2019 року став доктором юридичних наук у сфері адміністративного права і процесу в Інституті законодавства ВРУ.

## Кар'єра
1988 року почав працювати електрозварником Кременчуцького житлово-будівельного комбінату.
З 1993 року працював у комерційних структурах у Кременчуці, а з 1994 року займав керівні посади. Спочатку працював заступником директора ТОВ "КП агрофірма «Звезда», потім обійняв посаду генерального директора ТОВ «Кременчуцька нафтова компанія».
До 2008 року Ігор Кушнір був заступником директора компанії «МиС». 2002 обраний депутатом Кременчуцької міської ради.
З лютого 2008 року працював заступником директора «Житлоінвест».
2010 року переїхав до Києва, припинив роботу у міській раді та «Житлоінвесті».
31 березня 2010 — 18 лютого 2012 — заступник міністра оборони України.
З квітня 2012 — член правління, віцепрезидент Київміськбуду, 25 квітня 2012 року обраний головою правління.
20 грудня 2023 року, після 12 років на посаді президента «Київміськбуду», написав заяву про звільнення.

## Альпінізм
У дитинстві Ігор Кушнір зацікавився альпінізмом, а з 1986 року почав займатися на професійному рівні під керівництвом тренера Косогорова Сергія Семеновича. У 1989 році він здійснив своє перше серйозне сходження на гору Казбек. Серед вершин, які він підкорив, є Лхоцзе висотою 8516 метрів і Манаслу висотою 8163 метри. Також він здійснив сходження за програмою «Сім вершин», підкоривши Еверест, Ельбрус, Аконкагуа та двічі Кіліманджаро.  Крім того, Кушнір виконав сходження за програмою «Восьмитисячники», включно з вершинами Чо-Ойю, Еверест, Лхоцзе і Манаслу. У межах програми «Сніжний барс» він підкорив Пік Леніна, пік Корженевської (двічі) і пік Хан-Тенгрі.

## Відзнаки
- Відзнака Міністерства оборони України «Вогнепальна зброя» (2011)
- Відзнаки Міністерства оборони України «Знак пошани» (2011)[19]
- Заслужений економіст України (2012)[20]
- медаль «25 років незалежності України» (2016 р.)[21]
- Двічі визнаний одним з найкращих управлінців України (2016, 2017 рік)[22]
- У 2021 визнаний одним із трьох найкращих топ-менеджерів України у рейтингу журналу «Фокус» в номінації «Нерухомість».[23]

## Сімейний стан
Одружений, має двох дітей. Захоплюється альпінізмом. Перший серйозний підйом — гора Казбек 1987 року. Пізніше здійснив сходження на Чоу-Ю, Пік Коженевської, Пік Леніна, Хант-Тенгри,Кіліманджаро, Ельбрус та Монблан, Еверест.
Також цікавиться живописом, має власну колекцію старовинних книг.
Син Кушнір Ілля Ігорович 26.01.1994 р.н., з 2021 по 2024 був депутатом КМДА.

## Скандали
- Був оприлюднений запис його розмови, де він ображав інвесторів нецензурними словами.[28]
- У травні 2023 підкорив Еверест, виїхавши з України з довідкою про інвалідність.[29][30]